# Момир Петкович
Момир Петкович (серб. Момир Петковић; нар. 21 липня 1953, Суботиця, Воєводина, Сербія, СФРЮ) — югославський борець греко-римського стилю, триразовий срібний та бронзовий призер чемпіонатів світу, чемпіон Олімпійських ігор.

## Життєпис
Боротьбою почав займатися з 1960 року. У 1970 та 1972 роках ставав срібним призером чемпіонату Європи серед молоді.
Виступав за спортивний клуб «Спартак» Суботиця. Чемпіон Югославії 1972, 1974, 1975 і 1976 років.
Після завершення активних виступів на борцівському килимі перейшов на тренерську роботу. Помічник головного тренера збірної США з греко-римської боротьби.

## Спортивні результати на міжнародних змаганнях

### Виступи на Олімпіадах
| Змагання                    | Збірна    | Вагова категорія                 | Місце  |
| --------------------------- | --------- | -------------------------------- | ------ |
| Літні Олімпійські ігри 1976 | Югославія | греко-римська боротьба, до 82 кг | Золото |
| Літні Олімпійські ігри 1984 | Югославія | греко-римська боротьба, до 82 кг | 4      |

### Виступи на Чемпіонатах світу
| Змагання                        | Збірна    | Вагова категорія                 | Місце  |
| ------------------------------- | --------- | -------------------------------- | ------ |
| Чемпіонат світу з боротьби 1977 | Югославія | греко-римська боротьба, до 82 кг | Бронза |
| Чемпіонат світу з боротьби 1978 | Югославія | греко-римська боротьба, до 82 кг | Срібло |
| Чемпіонат світу з боротьби 1979 | Югославія | греко-римська боротьба, до 82 кг | Срібло |
| Чемпіонат світу з боротьби 1981 | Югославія | греко-римська боротьба, до 82 кг | Срібло |
| Чемпіонат світу з боротьби 1982 | Югославія | греко-римська боротьба, до 82 кг | 4      |

### Виступи на Чемпіонатах Європи
| Змагання                         | Збірна    | Вагова категорія                 | Місце |
| -------------------------------- | --------- | -------------------------------- | ----- |
| Чемпіонат Європи з боротьби 1973 | Югославія | греко-римська боротьба, до 82 кг | 5     |
| Чемпіонат Європи з боротьби 1982 | Югославія | греко-римська боротьба, до 82 кг | 4     |
| Чемпіонат Європи з боротьби 1983 | Югославія | греко-римська боротьба, до 82 кг | 6     |

### Виступи на інших змаганнях
| Змагання                           | Збірна    | Вагова категорія                 | Місце  |
| ---------------------------------- | --------- | -------------------------------- | ------ |
| Середземноморські ігри 1977        | Югославія | греко-римська боротьба, до 82 кг | Золото |
| Середземноморські ігри 1979        | Югославія | греко-римська боротьба, до 82 кг | Золото |
| Гран-прі Німеччини з боротьби 1982 | Югославія | греко-римська боротьба, до 82 кг | 5      |
| Гран-прі Німеччини з боротьби 1983 | Югославія | греко-римська боротьба, до 90 кг | 4      |

### Виступи на змаганнях молодших вікових груп
| Змагання                                      | Збірна    | Вагова категорія                 | Місце  |
| --------------------------------------------- | --------- | -------------------------------- | ------ |
| Чемпіонат Європи з боротьби серед молоді 1970 | Югославія | греко-римська боротьба, до 75 кг | Срібло |
| Чемпіонат Європи з боротьби серед молоді 1972 | Югославія | греко-римська боротьба, до 90 кг | Срібло |